# حسابدار (فیلم ۲۰۰۱)
حسابدار (انگلیسی: The Accountant) یک فیلم کوتاه کمدی به کارگردانی ری مک‌کینون است که در سال ۲۰۰۱ منتشر شد. از بازیگران آن می‌توان به ری مک‌کینون و والتون گوگینس اشاره کرد.